# Andrei Ismailowitsch Subbotin
Andrei Ismailowitsch Subbotin (russisch Андрей Измайлович Субботин; * 16. Februar 1945; † 14. Oktober 1997) war ein russischer Mathematiker.

## Leben
Subbotin stammte aus einer Familie von Offizieren und studierte ab 1962 an der Staatlichen Universität des Urals, an der er 1969 bei Nikolai Nikolajewitsch Krassowski promoviert wurde mit einer Dissertation über Differentialspiele (deutsche Übersetzung: Begegnungs- und Vermeidungsprobleme in Differentialspielen). Die neu gegründete Gruppe von Krassowski befasste sich dort mit dem damals aktuellen Forschungsgebiet Optimale Steuerung, zu deren Pionieren Lew Semjonowitsch Pontrjagin in Moskau und Richard Bellman (mit seiner Dynamischen Programmierung) in den USA gehörten. Die Gruppe spezialisierte sich auf optimale Kontrolle unter Unsicherheit und Konflikt (Differentialspiele), damals eine neue Forschungsrichtung. Ab 1969 war er mit anderen Mitgliedern der Gruppe in Swerdlowsk am dortigen Ableger des Steklow-Instituts. 1973 habilitierte er sich (russischer Doktortitel) mit der Habilitationsschrift Extremale Strategien in Differentialspielen (im Original Russisch). Dafür erhielt er die Goldmedaille der Sowjetischen Akademie der Wissenschaften für junge Wissenschaftler. Er war am N. N. Krassowski Institut für Mathematik und Mechanik der Ural-Sektion der Russischen Akademie der Wissenschaften in Jekaterinburg und Professor an der Technischen Universität des Urals.
Er befasste sich mit partiellen Differentialgleichungen vom Hamilton-Jacobi-Typ (die eine bedeutende Rolle in der optimalen Steuerung und bei Differentialspielen hat, Subbotin wandte ab den 1970er Jahren nichtglatte Analysis darauf an, das heißt nur stückweise glatte Funktionen und später Viskositätslösungen), optimaler Kontrolltheorie und damit verbundenen Differentialspielen. Mit Krasowski und seiner Ehefrau N. N. Subbotina legte er Grundlagen zu Fragen der Regularität der untersuchten Probleme. Er forschte auch zu anderen partiellen Differentialgleichungen erster Ordnung.
Er war Mitglied der Russischen Akademie der Wissenschaften (korrespondierendes Mitglied 1991, volles Mitglied 1997). Subbotin war 1974 eingeladener Sprecher auf dem Internationalen Mathematikerkongress in Vancouver (Control under conflict and uncertainty). 1976 erhielt er den Orden des Roten Banners der Arbeit und den Leninpreis.
Er war mit der Mathematikerin Nina Nikolajewna Subbotina verheiratet, mit der er einen Sohn hatte. Nina Subbotina war ebenfalls Spezialistin für Kontrolltheorie.

## Schriften (Auswahl)
- mit N. N. Krasovskii: Positionale Differentialspiele (Russisch), Nauka 1972
  - französische Übersetzung: Jeux Différentiels, Moskau: MIR 1977
- mit N. N. Krasovski: Game-theoretical control problems, New York: Springer 1988
- Minimax-Ungleichungen und Hamilton-Jacobi-Gleichungen (Russisch), Moskau: Nauka 1991
- Generalized Solutions of First-Order PDEs: The Dynamic Optimization Perspective, Birkhäuser 1995